# Pneophyllum zonale
Pneophyllum zonale (P.L. Crouan & H.M. Crouan) Y.M. Chamberlain, 1983 é o nome botânico de uma espécie de algas vermelhas pluricelulares do gênero Pneophyllum, família Corallinaceae, subfamília Mastophoroideae.
- São algas marinhas encontradas na Europa e na Tunísia.

## Sinonímia
- Hapalidium zonale P.L. Crouan & H.M. Crouan, 1859
- Melobesia zonalis (P.L. Crouan & H.M. Crouan) Foslie, 1898
- Fosliella zonalis (P.L. Crouan & H.M. Crouan) Feldmann, 1942